# Bio-Kino

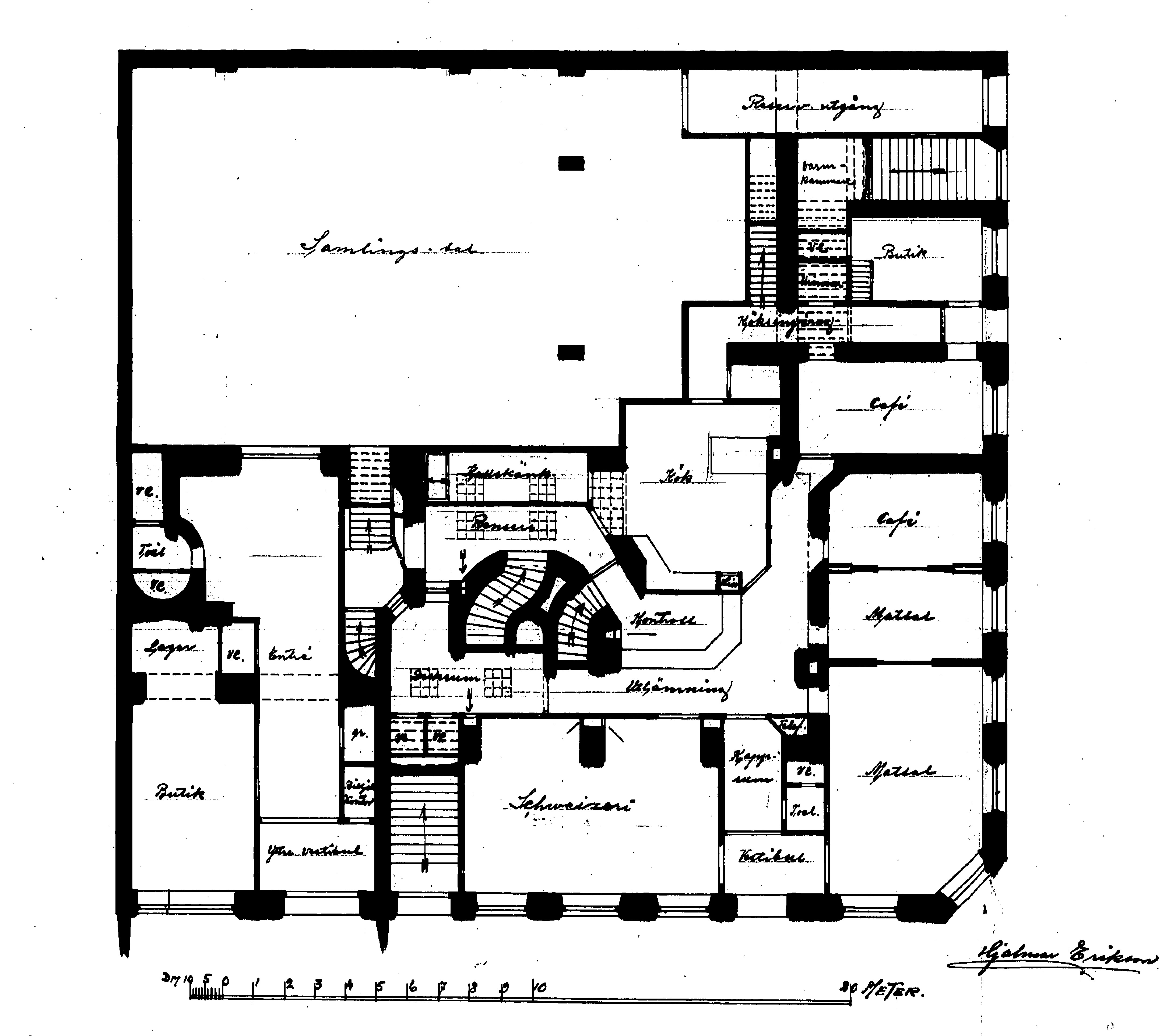
Gamen 1, ritning bottenvåningen 1911.

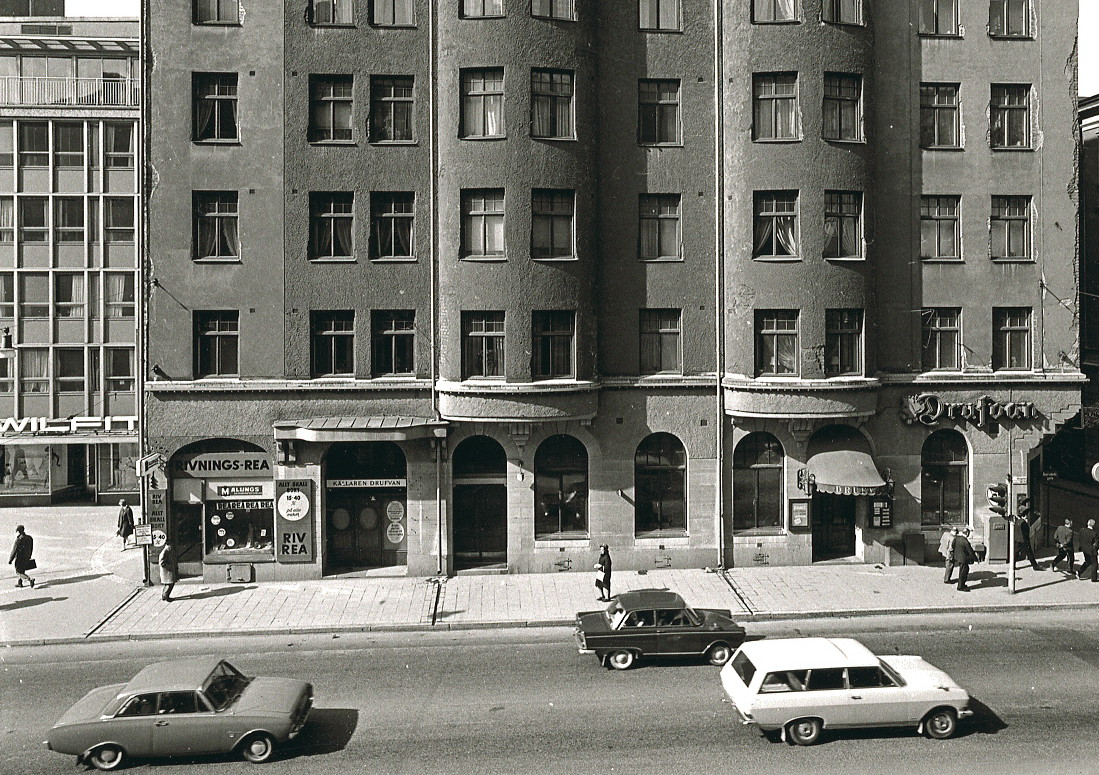
Götgatan 72 strax före rivningen 1966. T.v. var ingången till Bio-Kino och till höger låg Källaren Drufvan. Butiken Malungs håller rivningsrea.

Bio-Kino var en biograf vid Götgatan 72 (f.d. 50) på Södermalm i Stockholm. Biografen, som under en kort tid även hette Draken, öppnade 1912 och stängde 1950.

## Historik
Bio-Kino inrymdes i en nybyggd fastighet i kvarteret Gamen i hörnet Götgatan / Åsögatan. Namnet var en förkortning för biograf och kinematograf. Huset ritades av arkitekt Hjalmar Erikson. I bottenvåningen fanns butiker, ett "Schweizeri" med "Café" och "Matsal" (sedermera Källaren Drufvan) samt "Yttre vestibul", "Entré" och "Samlingssal" för Bio-Kino. Entrén var från södra porten mot Götgatan och mot Åsögatan anordnades en reservutgång. Över entrén fanns en mindre baldakin. Salongen hade kraftigt sluttande golv och 275 platser. Vid invigningen den 2 september 1912 presenterades Bio-Kino som Södermalms elegantaste biograf. Premiärföreställningen var Jätteångaren Titanics dödsfärd, en aktuell dramatisering om RMS Titanics förlisning ett halvår tidigare.
Under en kort tid från 1928 till 1930 byttes biografens man till Draken med återtog därefter sitt ursprungliga namn. Med tiden blev Bio-Kino en typisk kvartersbiograf med varierande repertoar. Man behöll även karaktären av en stumfilmsbiograf.

## Husets vidare öden
På hösten 1950 lades Bio-Kino ner och lokalerna övertogs av grannen Källaren Drufvan vilken nyttjade den gamla biosalongen som bland annat vin- och spritförråd. Direkt söder om fastigheten uppfördes Skatteskrapan (invigd 1959). Huset Götgatan 72 stod länge kvar som en främmande fågel bland kvarterets nya byggnader och revs slutligen i slutet av 1960-talet. Därefter byggdes en överdäckning för Söderledstunneln och 1998 restes nuvarande kontors- och affärshus efter ritningar av Ahrbom arkitektkontor.